# Politiek van A tot Z
50PLUS

## A
AZ -
Amendement -
Anarchisme - Anarchokapitalisme - Aristocratie

## B
Belgische Unie - Union belge -
BiZa - 
Blokpolitiek - 
Brede maatschappelijke discussie - 
Burgemeester -
BuZa -
BZK

## C
CDA-loyalisten - 
Centre Démocrate Humaniste (cdH) -
Charter van Quaregnon -
Christen-Democratisch Appèl (CDA) -
Christen-Democratisch en Vlaams (CD&V) -
ChristenUnie -
Coalitie -
College van burgemeester en wethouders -
Commissaris van de Koning -
Communisme -
Communistisch Manifest -
Communistische Partij van Nederland -
Conservatisme -
Constitutionele monarchie - 
Cordon sanitaire - 
Corporatisme -
Cultuur -
CU

## D
D66 -
Defensie - 
Demissionair - 
Democratie -
Democratische Partij (VS) -
Derde Weg -
Dictatuur - 
Directe democratie -
Districtenstelsel - 
DWARS

## E
Ecolo -
Economie -
Eenmansfractie -
Eerste Kamer -
Eerste minister -
Europees Parlement -
Europese Commissie - Europese Unie -
Verdrag tot vaststelling van een Grondwet voor Europa -
EZ

## F
Falangisme -
Fascisme -
Federaal Parlement van België -
Financiën -
FOD Financiën -
Front National (België) -
Front National (Frankrijk) - 
FVD

## G
Gedeputeerde -
Gedeputeerde Staten - 
Gedoogsteun - 
Gemeenteraad -
Geopolitiek -
Groen -
De Groenen -
GroenLinks - 
Groep Otten - 
Grondwet

## H
Huisvesting

## I
Internationale

## J
Junta -
Justitie -
JOVD

## K
Kabinet -
Kamer van volksvertegenwoordigers -
Keizer -
Kiescollege voor de Eerste Kamer -
Koning -
Kommunistische Partij - 
Krokettenmotie

## L
Landbouw -
Legislatuur -
Legislatuurregering -
Leninisme -
Liberaal Appel -
Liberalisme -
Libertarisme -
LN -
LPF

## M
Maoïsme -
Marxisme -
Minister -
Minister-president -
Milieubeheer -
Ministerie -
Ministerraad -
Monarchie -
Motie - 
Motie van afkeuring - 
Motie van wantrouwen - 
Mouvement Réformateur

## N
Nacht van Schmelzer - 
Nacht van Wiegel - 
Nationaalsocialisme -
Nationalisme -
Natuur -
Nederlandse politieke partijen -
Nieuw-Vlaamse Alliantie

## O
OCW -
Oligarchie -
Onderwijs -
Open VLD - 
Oppositie - 
Oxford-manifest

## P
Pacifisme -
Parlement -
Parlementaire enquête in Nederland -
Parlementair systeem -
Particratie -
Partij voor de Vrijheid -
Parti Socialiste (PS) -
Poldermodel -
Politicologie - 
Politicus - 
Politiek -
Politieke partij -
Premier -
President -
Provinciale Staten -
PS -
PVDA (België) - 
PvdA (Nederland) -
PvdD

## R
Rassemblement Wallonie-France -
Referendum -
Regering -
Regeringsvorm -
Representatieve democratie -
Republiek -
Republikeinse Partij (VS) - 
Restzetel - 
ROOD, Socialistische Jongeren

## S
Schepen -
Senaat (België) -
SGP -
Socialisme -
Solidarisme -
Stalinisme -
Socialistische Partij (SP) -
sp.a -
spirit -
Sport -
Staatkundig Gereformeerde Partij -
SZW

## T
Technocratie -
Torentjesoverleg -
Trotskisme - 
Tweede Kamer - 
Tweede Kamercommissie

## V
Verkiezing -
Vivant -
Vlaams Belang -
Vlaams Blok -
Vlaamse Liberalen en Democraten -
Vlaams Parlement - 
Vlaamse Regering -
VLD -
Voedselzekerheid - 
Volksraadpleging - 
Volksunie -
Volksvertegenwoordiging -
Volksgezondheid -
Vooruit -
Vrij mandaat -
VROM -
VVD -
V&W -
VWS

## W
Wet -
Wetgevende macht -
Wethouder -
Wetenschappen

## Z
Zetelverdeling